# Лукас Пиазон
Густаво Лукас Домингес Пиазон (на португалски: Gustavo Lucas Domingues Piazón) е бразилски футболист, играч на Вечиста Краков. Роден е на 20 януари 1994 г. Предпочитаните му позиции на терена са по фланга и на върха на атаката. 

## Клубна кариера
Като юноша Пиазон играе за Коритиба, Атлетико Паранаенсе и Сао Пауло. От 2012 година е футболист на Челси. Дебютира на 23 декември в мач срещу Астън Вила, като прави асистенция и изпуска дузпа.

## Международна кариера
Пиазон играе за националния отбор по футбол до 15 години на страната си, като с него заема второ место на шампионата на Южна Америка. Пиазон е голмайстора на отбора на първенството с 10 гола.
През 2011 г. и извикан за първенството на Южна Америка до 17 години. Турнирът е спечелен от бразилците, отново с отлични игри на Пиазон. Същият отбор заема 4-то място на световното първенство до 17 години.